# 18 mars
Pour les articles homonymes, voir Dix-Huit-Mars.
18 février 18 avril
Chronologies thématiques
- Croisades
- Ferroviaires
- Sports
- Disney
- Anarchisme
- Catholicisme

Abréviations / Voir aussi
- (° 1852) = né en 1852
- († 1885) = mort en 1885
- a.s. = calendrier julien
- n.s. = calendrier grégorien
- Calendrier
- Calendrier perpétuel
- Liste de calendriers
- Naissances du jour

Le 18 mars est le 77e jour, moins souvent le 78e, de l'année du calendrier grégorien ; il en reste ensuite 288.
C'était généralement le 28e jour du mois de ventôse dans le calendrier républicain / révolutionnaire français, officiellement dénommé jour de la capillaire, une plante de la famille des fougères.

## Événements

### Iersiècle
- 37 : le Sénat romain proclame Caius César dit Caligula empereur à Rome et casse le testament de Tibère en déshéritant Tiberius Gemellus. Caligula reconnu seul héritier de Tibère adopte son cousin Gemellus (qu'il fera par la suite assassiner).

### IIIesiècle
- 235 : mécontents de pourparlers avec les « barbares », les soldats proclament à Mogontiacum Maximilien le Thrace comme empereur (235-238) et assassinent Sévère Alexandre et sa mère Julia Mamaea.

### XIIesiècle
- 1184 : victoire des Minamoto sur les Taira à la bataille d'Ichi-no-Tani au Japon.

### XIIIesiècle
- 1229 : Frédéric II du Saint-Empire se fait couronner roi de Jérusalem.
- 1293 : Kaysersberg devient ville libre d'Empire.

### XIVesiècle
- 1314 : supplice de Jacques de Molay, grand maître des Templiers, et de Geoffroy de Charnay, précepteur de l'Ordre en Normandie, à Paris.

### XVesiècle
- 1438 : Albert II du Saint-Empire est élu roi de Germanie.

### XVIesiècle
- 1525 : une capitulation de l'empereur Charles Quint, concède l'île de Margarita, proche de la côte de ce qui deviendra le Venezuela, à Marcelo de Villalobos.
- 1582 : Jean de Jauregui tente d'assassiner Guillaume le Taciturne et est mis à mort.
- 1584 : le tsar Fédor Ier monte sur le trône de Russie à la mort d'Ivan le Terrible.

### XVIIesiècle

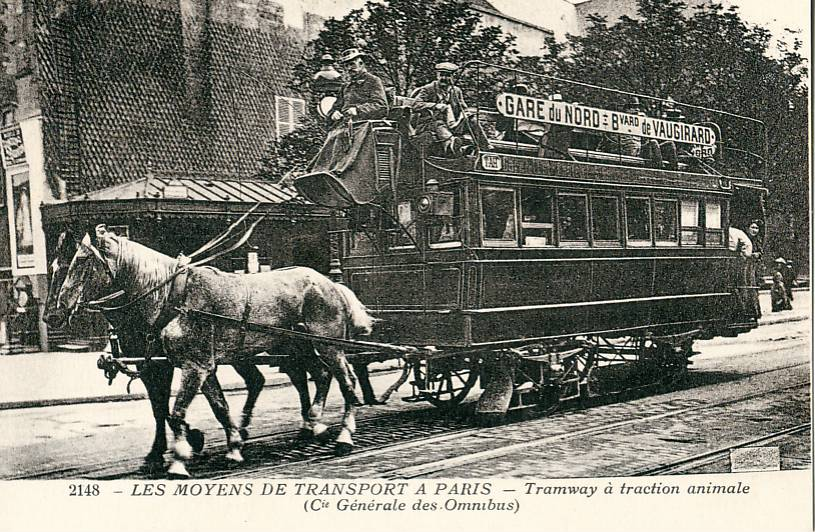
Tramway hippomobile CGO

- 1662 : de premiers transports en commun sont mis en place à Paris à l’instigation de Blaise Pascal, des carrosses à cinq sols mis en service entre la Porte Saint-Antoine et le Luxembourg.

### XVIIIesiècle
- 1766 : abrogation du Stamp Act pendant la révolution américaine.
- 1790 : le député de la noblesse de la province du Dauphiné Claude-Pierre de Delay d'Agier prononce un discours contre la liberté du commerce du sel, et propose, le même jour, le remplacement de la gabelle par une imposition calculée pour un tiers sur les terres, un tiers sur la capitation, un sixième sur les maisons des villes et un sixième sur celles des campagnes.
- 1793
  - bataille de Neerwinden, lors de la guerre de la première coalition, entre l'armée autrichienne sous les ordres du Prince de Cobourg et l'armée française commandée par le général Dumouriez qui est défaite.
  - Combat de Guérande, lors des insurrections contre la levée en masse.
- 1795 : bataille de Chalonnes pendant la guerre de Vendée.
- 1796 : en France, ce 28 ventôse, l'assignat qui a perdu toute sa valeur est remplacé par un autre papier monnaie, le mandat territorial qui subit en un an le même sort que l'assignat.

### XIXesiècle
- 1806 : Napoléon Bonaparte promulgue la loi établissant un conseil de prud'hommes à Lyon, le premier depuis la Révolution française.
- 1808 : en Aranjuez, des hommes de main venus de Madrid se sont assuré le soutien de l'armée. Le soulèvement débute dans la nuit du 17 au 18 mars. Les conjurés, favorables au prince Ferdinand soutenu par Napoléon, mettent à sac le palais de Godoy.
- 1813 : Friedrich Karl von Tettenborn entre à Hambourg pendant la campagne d'Allemagne.
- 1830 : Charles X reçoit au palais des Tuileries les députés qui lui lisent l'adresse des 221.
- 1844 : Guillaume Massiquot dépose le brevet du massicot.
- 1848 : un soulèvement éclate à Milan contre l'empire d'Autriche, les forces de Joseph Radetzky évacuent la ville.
- 1871 : soulèvement qui marque le début de la Commune de Paris.

### XXesiècle
- 1902 : le ténor Enrico Caruso est le premier artiste à graver sa voix sur des cylindres de cire, enregistrant dix chansons.
- 1913 : le roi Georges Ier de Grèce est assassiné à Salonique. C'est son fils aîné Constantin, duc de Sparte et mari de Sophie de Prusse, qui lui succède.
- 1915 : en Turquie, une expédition navale franco-britannique organisée par Winston Churchill, premier Lord de l'Amirauté, tente en vain d'ouvrir le détroit des Dardanelles. Après des succès contre les premiers ports, l'expédition perd un tiers de ses bâtiments engagés.
- 1921 :
  - révolte de Kronstadt. Sur l'ordre de Trotski, l'Armée rouge envahit la ville et massacre les marins du Petropavlovsk, qui exigeaient d'élire les délégués de leur choix, refusant la mainmise bolchevique sur les soviets : plus de 2 000 marins sont exécutés, 8 000 parviennent à fuir en Finlande.
  - En Mer Baltique, la paix est signée à Riga entre la Russie et la Pologne, qui annexe quatre millions d'habitants.

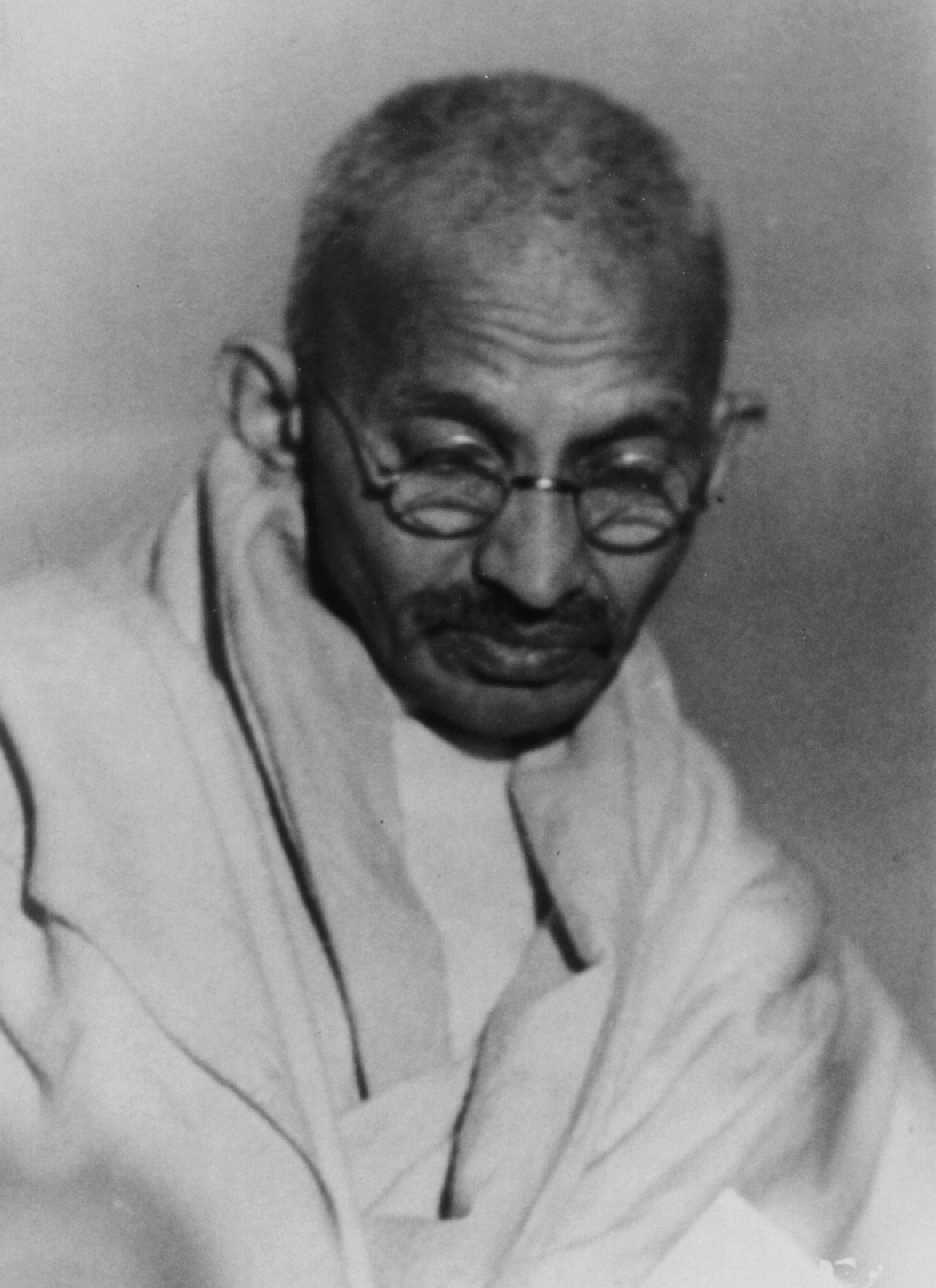
Mahatma Gandhi

- 1922 : en Inde, Gandhi est condamné à six ans de prison pour désobéissance civile par l'autorité britannique. Il sera libéré le 4 février 1924.
- 1937 :
  - contre-attaque républicaine décisive lors de la Bataille de Guadalajara, pendant la guerre d'Espagne, qui repousse le  Corpo Truppe Volontarie et les troupes nationalistes.
  - une explosion à l'école de New London (en) au Texas fait plus de 400 morts, pour la plupart des enfants.
- 1938 :
  - en Espagne, troisième jour de bombardement sur Barcelone.
  - nationalisation du pétrole mexicain et fondation de la société Pemex.
- 1940 : rencontre entre Mussolini et Adolf Hitler sur le col du Brenner.
- 1962 : signature des accords d'Évian.
- 1965 : Alexeï Leonov est le premier homme à marcher dans l'espace. Le cosmonaute soviétique reste relié au vaisseau Voskhod II pendant 10 minutes par un seul « cordon ombilical ».
- 1967 : le pétrolier géant libérien Torrey Canyon fait naufrage au large des côtes britanniques et se brise en deux. Épaisse de 10 centimètres, la nappe de pétrole atteint les côtes bretonnes le 10 avril, provoquant une catastrophe écologique.
- 1969 : les États-Unis, avec l'appui non formel de Norodom Sihanouk, attaquent les bases communistes vietnamiennes installées à l'intérieur des frontières du Cambodge, c'est le début de l'Opération Menu.
- 1970 :
  - le prince Norodom Sihanouk, chef de l'État cambodgien, est renversé alors qu'il se trouve en voyage à Moscou.
  - Vassili Alexeiev devient le premier homme à soulever 600 kg en trois mouvements (arraché, épaulé-jeté, développé).
- 1972 : au Cambodge, Son Ngoc Thanh est nommé Premier ministre.
- 1974 :
  - prise de Oudong, ancienne capitale royale du Cambodge, par les Khmers rouges. La ville est rasée et la plupart de ses 20 000 habitants sont déportés ou exécutés.
  - sur demande d'Anouar el-Sadate, l'organisation des pays arabes exportateurs de pétrole lèvent leur embargo visant les États-Unis, lors du premier choc pétrolier.
- 1975 : face aux communistes, les Sud-Vietnamiens évacuent la région des Hauts-Plateaux. Saïgon tombe six semaines plus tard.
- 1982 : au Salvador, quatre reporters d'une équipe néerlandaise sont tués dans une fusillade entre des rebelles et l'armée.
- 1989 : le XV de France bat l'Écosse et remporte le Tournoi des Cinq Nations 1989.
- 1990 : premières élections libres en RDA, nette défaite du PDS, ancien parti unique.
- 1991 : Jean-Marie Le Pen est condamné à 1,2 million de francs pour avoir déclaré en septembre 1987 que l'existence des chambres à gaz était « un point de détail de l'histoire de la Seconde Guerre mondiale ».
- 1994 :
  - le leader de Nirvana, Kurt Cobain, se fait confisquer des armes à feu et une boîte de pilules, son épouse Courtney Love craignant ses tendances suicidaires.
  - Espen Bredesen bat le record du monde de saut à ski, à 209 m.
- 1998 : le fils du prince Norodom Sihanouk, le prince Norodom Ranariddh, co-Premier ministre évincé du pouvoir l'année précédente par Hun Sen, est condamné par le régime cambodgien à 35 ans de prison par contumace pour avoir fomenté un coup d'État avec les Khmers rouges en 1997 pour renverser Hun Sen.
- 2000 :
  - à Taïwan, l'opposant Chen Shui-bian remporte l'élection présidentielle.
  - Therese Alshammar porte le record du monde féminin du 50 m nage libre à 23,59 s.
  - Jenny Thompson porte le record du monde féminin du 100 m papillon à 56,56 s.

### XXIesiècle
- 2001 : deuxième tour des élections municipales en France. Malgré un contexte général de reflux électoral de la gauche parlementaire, les listes menées par Bertrand Delanoë et Gérard Collomb remportent la majorité des sièges à Paris et à Lyon.
- 2004 :
  - émeutes antiserbes au Kosovo.
  - fondation de l'APTS, syndicat québécois des professionnels et techniciens de la santé.
- 2006 : combat au large de la Somalie entre des pirates somaliens et l'US Navy.
- 2007 :
  - en Finlande, les élections législatives voient la courte victoire du Parti du centre et une forte poussée des conservateurs.
  - Arrestation au Brésil de Cesare Battisti, écrivain et ancien activiste politique italien, recherché pour condamnation d'acte de terrorisme.
- 2010 : Simone Veil est reçue à l'Académie française.
- 2014 : la République de Crimée et la ville fédérale de Sébastopol sont officiellement rattachées à la Russie pendant la crise de Crimée.

- 2018 : fin de la bataille d'Afrine pendant la guerre civile syrienne "internationalisée".
- 2025 :
  - Israël rompt le cessez-le-feu à Gaza et reprend les combats. Au moins 330 personnes sont tuées dans la nuit[1].
  - en Somalie, une tentative d'assassinat survient (photo), contre le président Hassan Sheikh Mohamoud et fait au moins dix morts et vingt blessés[2].

## Arts, culture et religion
- 417 : élection du pape Zosime.
- 731 : élection du pape Grégoire III.
- 1861 : parmi les questions tranchées par le pape Pie IX, l'allocution Iamdudum cernimus s'en prend à la violation des droits de l'Église reconnus dans les concordats et aux politiques de sécularisation.
- 1967 : ouverture de l'attraction Pirates of the Caribbean à Disneyland.
- 1971 : en France, première diffusion de la série télé Arsène Lupin, avec Georges Descrières et Roger Carel.
- 1987 : le film Le Déclin de l'empire américain, de Denys Arcand, rafle huit Prix Génie à Toronto.
- 1992 :
  - sortie en France du film La Belle Histoire, de Claude Lelouch.
  - sortie en France du film Bugsy, de Barry Levinson
- 2020 : le concours Eurovision de la chanson du mois de mai est annulé dans sa forme habituelle pour la première fois depuis ses débuts du fait de la pandémie de Covid-19.

## Sciences et techniques
- 1931 : le premier rasoir électrique est inventé[3].
- 2010 : le mathématicien russe Grigori Perelman se voit attribuer avant de refuser le prix du millénaire pour sa démonstration d'un des problèmes fondamentaux des mathématiques contemporaines (la conjecture de Poincaré).

## Économie et société
- 1068 : un séisme touche la côte du Levant et l'Arabie (environ 20 000 morts).
- 1877 : circulaire du Président du Conseil Jules Simon qui institue le livret de famille.
- 1900 : fondation de l'Ajax Amsterdam.
- 1931 : Jacob Schick commercialise le premier rasoir électrique utilisable à une main.
- 2015 : à Tunis, une attaque terroriste fait une vingtaine de morts au musée du Bardo.
- 2016 : Salah Abdeslam est arrêté lors d'une opération policière à Molenbeek, après 125 jours de cavale.
- 2019 : une fusillade entraîne 3 morts et 5 blessés à Utrecht aux Pays-Bas deux jours avant les élections provinciales.

## Naissances

### XIIIesiècle
- 1294 : Henri VI le Bon, duc de Wrocław († 24 novembre 1335).

### XVesiècle
- 1496 : Marie Tudor, sœur de Henri VIII d'Angleterre, épouse de Louis XII de France († 25 juin 1533).

### XVIesiècle
- 1502 : Philibert de Chalon, prince d'Orange, seigneur d'Arlay et de Nozeroy († 3 août 1530).
- 1539 : Marie de Nassau, comtesse néerlandaise († 28 mai 1599).
- 1545 : Jules Echter von Mespelbrunn, prince-évêque allemand († 13 septembre 1617).
- 1548 : Cornelis Ketel, peintre maniériste néerlandais († 8 août 1616).
- 1554 : Josias Ier de Waldeck-Eisenberg, comte de Waldeck-Eisenberg († 6 août 1588).
- 1555 : François de France, dernier fils de Henri II et de Catherine de Médicis († 10 juin 1584).
- 1565 : Aernout van Buchel, archéologue, dessinateur et humaniste du Siècle d'or néerlandais spécialisé dans la généalogie et l'héraldique († 15 juillet 1641).
- 1575 : Louis Charette de la Colinière, sénéchal de Nantes († 6 mars 1642).
- 1578 :
  - Adam Elsheimer, le plus célèbre des peintres allemands du XVIIe siècle († 11 décembre 1610).
  - Aoyama Tadatoshi, daimyo du début de l'époque d'Edo († 1er juin 1643).
- 1585 : François Bourgoing, ecclésiastique français, troisième supérieur général des Oratoriens († 28 octobre 1662).
- 1586 : Asano Nagaakira, samouraï et daimyō japonais du début de l'époque d'Edo († 16 octobre 1632).
- 1587 : Francesco Huppazoli, centenaire italien († 27 janvier 1702).
- 1589 : Richard Sackville (3e comte de Dorset), fils de Robert Sackville († 28 mars 1624).
- 1590 : Manuel de Faria e Sousa, historien et poète portugais († 3 juin 1649).
- 1597 : Jérôme Le Royer de La Dauversière, missionnaire laïque français, fondateur de la congrégation des Religieuses Hospitalières de Saint-Joseph († 6 novembre 1659).
- 1598 : Anne-Sophie de Brandebourg, fille du duc de Prusse († 19 décembre 1659).

### XVIIesiècle
- 1602 : Jacques de Billy, jésuite et mathématicien français († 14 janvier 1679).
- 1603 : Simon Bradstreet, magistrat, homme d'affaires et diplomate britannique († 27 mars 1697).
- 1604 : Jean IV de Portugal, roi du Portugal de 1640 à 1656 († 6 novembre 1656).
- 1606 : Jean de Holstein-Gottorp, Prince-évêque de Lübeck († 21 février 1655).
- 1609 : Frédéric III de Danemark, roi du Danemark et de Norvège († 9 février 1670).
- 1627 : Alexander Coosemans, peintre flamand de l'Âge d'or († 28 août 1689).
- 1634 : Madame de La Fayette (Marie-Madeleine Pioche de La Vergne, comtesse de La Fayette dite), femme de lettres française († 25 mai 1693).
- 1640 : Philippe de La Hire, mathématicien, physicien, astronome et théoricien de l'architecture français († 21 avril 1718).
- 1657 : Giuseppe Ottavio Pitoni, compositeur italien († 1er février 1743).
- 1665 : Charles Botot Dangeville, acteur français († 18 janvier 1743).
- 1680 :
  - Jacques Longueval, érudit et historien de l'Église français († 14 janvier 1735).
  - Claude-Guillaume Testu de Balincourt, maréchal de France († 12 mai 1770).
- 1690 : Christian Goldbach, mathématicien allemand († 20 novembre 1764).

### XVIIIesiècle
- 1763 : Martin Vignolle, général de division français († 14 novembre 1824).
- 1764 : François-Joseph Leguay, général de brigade français († 16 décembre 1812).
- 1775 : Édouard Zoltowski, général polonais de la Révolution et du Premier Empire († 4 janvier 1842).
- 1776 : Jacques-André Jacquelin, auteur dramatique, parolier, chansonnier, goguettier et poète français († 19 août 1827).
- 1779 : James Pattison Cockburn, officier et artiste britannique († 18 mars 1847).
- 1790 : Astolphe de Custine, écrivain français († 25 septembre 1857).
- 1796 : Jakob Steiner, mathématicien suisse († 1er avril 1863).
- 1800 : Claude Gay, botaniste français († 29 novembre 1873).

### XIXesiècle
- 1802 : Alfred-Auguste Cuvillier-Fleury, historien et critique littéraire français († 18 octobre 1887).
- 1813 :
  - Friedrich Hebbel, poète et dramaturge allemand († 13 décembre 1863).
  - Jean-Antoine Peyrottes, poète-potier français 3 juillet 1858).
- 1823 : Alfred Chanzy, général de brigade français († 5 janvier 1883).
- 1828 : William Randal Cremer, pacifiste britannique, prix Nobel de la paix en 1903 († 22 juillet 1908).
- 1830 : Fustel de Coulanges, historien français († 12 septembre 1889).
- 1834 : Adrien Proust, médecin français, père de Marcel Proust († 26 novembre 1903).
- 1837 : Grover Cleveland, homme d'État américain, 22e et 24e président des États-Unis, de 1885 à 1889 et de 1893 à 1897 († 24 juin 1908).
- 1842 : Stéphane Mallarmé, poète français († 9 septembre 1898).
- 1844 : Nikolaï Rimski-Korsakov, compositeur et théoricien russe († 21 juin 1908).
- 1845 : Henry Hoʻolulu Pitman, militaire américain († 27 février 1863).
- 1848 : Louise du Royaume-Uni, fille de la reine Victoria dans la famille royale britannique († 3 décembre 1939).
- 1858 : Rudolf Diesel, ingénieur et inventeur allemand († 30 septembre 1913).
- 1865 : Frank Burton, footballeur anglais († 10 février 1948).
- 1869 :
  - Paul Krôn, artiste peintre français († 17 janvier 1936).
  - Neville Chamberlain, homme d'État britannique, premier ministre du Royaume-Uni de 1937 à 1940 († 9 novembre 1940).
- 1883 :
  - Shōshō Chino, germaniste et traducteur japonais († 29 août 1946).
  - Jean Le Cour-Grandmaison, officier de marine et homme politique français († 17 janvier 1974).
- 1885 : Andrée Karpelès (Paris, 16e arrondissement, 18 mars 1885 - Cannes, 5 septembre 1956), artiste-peintre, illustratrice et auteure française ;
- 1886 : Lothar von Arnauld de La Perière, officier allemand († 24 février 1941).
- 1890 : Henri Decoin, réalisateur et scénariste français († 4 juillet 1969).
- 1891 : 
  - René Herbst, architecte-décorateur français († 29 septembre 1982).
  - Charles Lelong, athlète français spécialiste du 400 mètres († 27 juin 1970).
- 1893 : Olivier Guimond, père, acteur burlesque québécois († 9 octobre 1954).
- 1894 :
  - Maurice de Canonge, réalisateur, acteur et scénariste français († 29 décembre 1978).
  - Ramon Fernandez, écrivain, journaliste et critique français († 2 août 1944).
- 1896 :
  - Pierre Colombier, cinéaste français († 25 janvier 1958).
  - Paul Giacobbi, homme politique français († 5 avril 1951).
- 1899 : Desha Delteil, danseuse classique américano-austro-hongroise († 17 juillet 1980).

### XXesiècle
- 1902 : Zoilo Saldombide, footballeur uruguayen († 4 décembre 1981).
- 1903 : Galeazzo Ciano, homme politique italien († 11 janvier 1944).
- 1905 : Robert Donat, acteur britannique († 9 juin 1958).
- 1906 :
  - Pierre-Antoine Cousteau, polémiste et journaliste d'extrême droite français († 17 décembre 1958).
  - Karl Sesta, footballeur autrichien († 8 décembre 1974).
- 1907 : John Zachary Young, zoologiste britannique († 4 juillet 1997).
- 1908 : Loulou Gasté (Louis Gasté dit), compositeur français († 8 janvier 1995).
- 1910 : Walter Hanke, footballeur international allemand († 2 septembre 1980).
- 1911 : 
  - Smiley Burnette, acteur et compositeur américain († 16 février 1967).
  - Mario Carotenuto, acteur italien († 14 avril 1995).
  - Gabriel Celaya, poète espagnol appartenant à la Génération de 36 († 18 avril 1991).
  - Éliane Jeannin-Garreau, résistante française pendant la Seconde Guerre mondiale († 15 juin 1999).
  - Deane Kincaide, saxophoniste, clarinettiste, flûtiste et arrangeur de jazz américain († 14 août 1992).
  - Robert Lamoot, footballeur belge († 15 juin 1996).
  - William Lava, compositeur américain († 20 février 1971).
  - Josef Neumann, athlète suisse, spécialiste des épreuves combinées († 8 avril 1994).
  - Lu Shijia, physicienne et ingénieure aérospatiale chinoise († 29 août 1986).
  - Charles Viatte, (Liebvillers, Doubs, 18 mars 1911 - Cannes, 19 février 1978), homme politique français.
- 1913 :
  - René Clément, réalisateur français († 17 mars 1996).
  - Werner Mölders, officier de la Luftwaffe et un as de la chasse aérienne durant la Seconde Guerre mondiale († 22 novembre 1941).
- 1914 : Trygve Haugeland, homme politique norvégien († 10 décembre 1998).
- 1915 :
  - Jean Anglade, écrivain français († 22 novembre 2017).
  - Richard Condon, romancier américain († 9 avril 1996).
- 1916 : Arie van Vliet, coureur cycliste sur piste néerlandais († 9 juillet 2001).
- 1918 :
  - François Dalle, homme d'affaires français, président de L'Oréal de 1957 à 1984 († 9 août 2005).
  - Heinz Felfe, Obersturmführer SS puis espion soviétique († 8 mai 2008).
  - Arlette Merry, actrice et chanteuse française († 19 février 2015).
  - Ievgueni Pepeliaïev, as soviétique de la guerre de Corée († 4 janvier 2013).
- 1919 : 
  - Michèle Arnaud, chanteuse, productrice et réalisatrice française († 30 mars 1998).
  - G. E. M. Anscombe, philosophe et théologienne anglaise († 5 janvier 2001).
- 1921 : Robert Lombard, acteur français († 26 septembre 2003).
- 1922 : Robert Bazil (Robert Alfred Louis Bazillais), acteur français devenu centenaire.
- 1924 : Alexandre José Maria dos Santos, cardinal du Mozambique, archevêque émérite de Maputo († 29 septembre 2021).
- 1925 : 
  - Alessandro Alessandroni, musicien italien, interprète de la chanson Mah-nà mah-nà († 26 mars 2017).
  - Antonio José González Zumárraga, cardinal équatorien, archevêque émérite de Quito († 13 octobre 2008).
- 1926 :
  - Jean-Pierre Coudray, psychiatre français († 24 juillet 1989).
  - Peter Graves, acteur et réalisateur américain († 14 mars 2010).
  - Alain Le Guen ou Leguen, homme politique breton et français, député, conseiller général du canton de Plouha et maire de ladite commune († 13 mai 2016).
  - Ángel Peralta, rejoneador espagnol († 7 avril 2018).
- 1927 : George Plimpton, journaliste et écrivain américain († 25 septembre 2003).
- 1928 : Fidel V. Ramos (Fidel Valdez Ramos), général puis homme d'État philippin, président de 1992 à 1998 († 31 juillet 2022).
- 1929 :
  - Samuel Pisar, avocat français († 27 juillet 2015).
  - Christa Wolf, romancière et essayiste allemande († 1er décembre 2011).
- 1930 :
  - Hector Bianciotti, écrivain et académicien français d'origine italo-argentine († 12 juin 2012).
  - Adam Joseph Maida, cardinal américain, archevêque émérite de Détroit.
- 1931 : John Fraser, acteur écossais († 7 novembre 2020).
- 1932 : 
  - Amir Bhatia, homme d'affaires et homme politique britannique.
  - John Updike, écrivain américain († 27 janvier 2009).
- 1933 : 
  - Severino Poletto, cardinal italien, archevêque de Turin.
  - Eikō Hosoe, (細江 英公, Hosoe Eikō?), photographe japonais. († 16 septembre 2024).
- 1934 : 
  - Pietro Rizzuto, homme politique canadien († 3 août 1997).
  - Maurice Zylberstein[4], rescapé français de la Shoah et témoin du camp de Bergen-Belsen auprès de générations suivantes († vers 2017[5] ou 2018 ?).
- 1936 :
  - Frederik de Klerk, homme d'État sud-africain, prix Nobel de la paix en 1993 († 11 novembre 2021).
  - Andrés Zaldívar (José Andrés Rafael Zaldívar Larraín dit), homme politique chilien du parti démocrate-chrétien.
- 1937 :
  - Rudi Altig, coureur cycliste allemand († 11 juin 2016).
  - Marc Alyn, écrivain et poète français.
  - Mark Donohue, coureur automobile († 19 août 1975).
  - Ivan Levaï, journaliste radiophonique français.
  - Sacha Sosno, sculpteur, peintre et plasticien français († 3 décembre 2013).
- 1938 :
  - Timo Mäkinen, pilote automobile finlandais de rallye († 4 mai 2017).
  - Bob Nevin, joueur canadien de hockey sur glace.
  - Charley Pride, chanteur country américain. († 12 décembre 2020).
  - Eknath Solkar, joueur indien de cricket († 26 juin 2005).
- 1939 :
  - Joseph Boishu, évêque catholique français, évêque auxiliaire émérite de Reims.
  - Peter Kraus (Peter Siegfried Krausnecker), chanteur et acteur germano-autrichien, bavarois et munichois.
  - Jean-Pierre Wallez, violoniste et chef d'orchestre franco-suisse.
- 1940 : Arlette Laguiller, femme politique et employée française plusieurs fois candidate trotskiste à l'élection présidentielle française.
- 1941 : Wilson Pickett, chanteur († 19 janvier 2006).
- 1942 : 
  - Ion Drîmbă, fleurettiste roumain champion olympique (en escrime).
  - Jeff Mullins, joueur de basket-ball américain.
- 1943 :
  - Alain Gagnon, écrivain québécois († 6 juillet 2017).
  - Dennis Linde (en), compositeur américain († 22 décembre 2006).
  - Midori Matsuya (松谷翠), pianiste japonais († 9 janvier 1994).
  - Jean-Pierre de Mondenard, médecin du sport français.
- 1944 : Maurice Izier, coureur cycliste français.
- 1945 : Eric Woolfson, auteur-compositeur-interprète et musicien britannique († 2 décembre 2009).
- 1947 : Patrick Chesnais, réalisateur, acteur, dialoguiste, scénariste français.
- 1948 : Guy Lapointe, hockeyeur canadien.
- 1949 :
  - Åse Kleveland, chanteuse et femme politique d'origine suédoise et norvégienne.
  - Rodrigo Rato, homme politique espagnol.
  - Jacques Secrétin, pongiste français († 24 au 25 novembre 2020).
- 1950 : 
  - Brad Dourif, acteur américain.
  - Bertrand Hourcade, enseignant et écrivain suisse († 18 mars 2021).
- 1951 :
  - Bill Frisell, guitariste de jazz américain.
  - Christian Lu, artiste peintre français d'origine chinoise,
- 1952 :
  - Ahmed Shuja Pasha, militaire pakistanais.
  - Jean-Alain Tremblay, écrivain québécois († 9 juin 2005).
  - Mike Webster, joueur américain de football américain († 24 septembre 2002).
- 1953 : 
  - Ute Kircheis-Wessel, fleurettiste allemande.
- 1954 : James F. Reilly, II, astronaute américain.
- 1955 : 
  - Philippe Boisse, escrimeur français.
  - Jean-Bernard Lévy, Président du directoire de Vivendi de 2005 à 2012, PDG de Thales de 2012 à 2014. PDG du groupe Électricité de France en 2014.
- 1956 :
  - Ingemar Stenmark, skieur alpin suédois.
  - Edward Żentara, acteur polonais.
- 1957 :
  - Bechara El-Khoury, compositeur et poète franco-libanais.
  - Christer Fuglesang, spationaute suédois.
- 1958 :
  - Xavier Deluc, acteur français.
  - Aleksandr Kharlov, athlète soviétique, spécialiste du 400 mètres haies.
  - Andreas Wenzel, skieur alpin liechtensteinois.
- 1959 :
  - Luc Besson, réalisateur français.
  - Irene Cara, actrice, chanteuse et danseuse/chorégraphe américaine. († 25 novembre 2022).
- 1960 :
  - Jean-Pierre Bade, footballeur professionnel français.
  - Guy Carbonneau, joueur québécois de hockey de la LNH.
  - Steve Kloves, réalisateur et scénariste américain.
  - Frédérique Lantieri, journaliste et animatrice de télévision française.
- 1961 : 
  - Arnaud Lagardère, homme d'affaires français, fils de Jean-Luc Lagardère.
  - Philippe Swan, chanteur belge francophone.
- 1962 :
  - Vincent Barteau, coureur cycliste français.
  - Patrick Laplace, acteur français.
- 1963 : Vanessa Lynn Williams, actrice, chanteuse et productrice et ancien mannequin américaine.
- 1964 :
  - Bonnie Blair, fondeuse américaine.
  - Seymore Butts, réalisateur, producteur et acteur pornographique américain.
  - Alex Caffi, pilote de formule 1 italien.
  - Éric Denoyer, industriel, directeur de société et entrepreneur français, administrateur de SFR.
  - Michael Whitaker, cavalier de saut d'obstacles britannique.
- 1965 : 
  - Ray Stewart, athlète jamaïcain spécialiste du sprint.
  - Zeng Guoqiang, haltérophile chinois, champion olympique.
- 1966 : 
  - Irina Khabarova, sprinteuse russe.
  - Isidro Baldenegro, défenseur de l'environnement mexicain, assassiné en 2017.
- 1967 : Olivier Minne, présentateur belge de la télévision française.
- 1968 :
  - Eudes d'Orléans, personne des famille et maison d'Orléans.
  - Robert Ouellet, joueur de hockey sur glace franco-canadien.
- 1969 : Vassili Ivantchouk, joueur d'échecs soviétique puis ukrainien grand maître international (GMI).
- 1970 :
  - Marine Delterme, actrice française.
  - Line Filhon, graveuse française.
  - Queen Latifah (Dana Elaine Owens dite), rappeuse, chanteuse et actrice américaine.
- 1971 :
  - Wayne Arthurs, tennisman australien.
  - Mathieu Vidard, journaliste, animateur et producteur français de radio et de télévision.
  - Mariaan de Swardt, joueuse de tennis sud-africaine.
- 1972 : Rasul Khadem Azgadhi, lutteur iranien, champion olympique.
- 1973 : Éric Micoud, basketteur français.
- 1974 :
  - Christophe Bourdon, journaliste, humoriste, scénariste et réalisateur belge.
  - Arsi Harju, athlète finlandais, lanceur du poids.
  - Tina Križan, joueuse de tennis yougoslave puis slovène.
  - Grzegorz Napieralski, homme politique polonais.
  - Laure Savasta, joueuse de basket-ball française.
  - Przemysław Wojcieszek, réalisateur de cinéma polonais.
- 1975 :
  - Laeticia Hallyday, née Laetitia Boudou, personnalité française, épouse de Johnny Hallyday.
  - Kimmo Timonen, joueur de hockey sur glace finlandais.
  - Steve Trapmore, rameur d'aviron britannique, champion olympique.
- 1976 :
  - Anne Girouard, comédienne française.
  - Alekseï Kazakov, volleyeur russe.
- 1977 :
  - Zdeno Chára, joueur slovaque de hockey sur glace.
  - Fernando Rodney, joueur de baseball professionnel dominicain.
  - Willy Sagnol, footballeur français.
- 1978 :
  - Jan Bulis, joueur de hockey sur glace tchèque.
  - Fernandão, joueur puis entraîneur brésilien de football († 7 juin 2014).
  - Brooke Hanson, nageuse australienne.
- 1979 :
  - Danneel Ackles, actrice américaine.
  - Adam Levine, chanteur et guitariste américain.
  - William Phillips, basketteur français.
  - Tawny Roberts, actrice américaine.
  - Aino-Kaisa Saarinen, patineuse de vitesse finlandaise.
- 1980 :
  - Sébastien Frey, footballeur français.
  - Sophia Myles, actrice anglaise.
  - William « Willy » Rovelli, comédien, humoriste, écrivain, chroniqueur et présentateur français.
  - Aleksey Yagudin, patineur artistique russe.
- 1981 :
  - Lina Andersson, fondeuse suédoise.
  - Tora Berger, biathlète norvégienne.
  - Fabian Cancellara, coureur cycliste suisse.
  - Omar Diop, footballeur sénégalais.
  - Leslie Djhone, athlète français spécialiste du 400 mètres.
  - LP (Laura Pergolizzi dite), auteure-compositrice-interprète et musicienne américaine.
  - Tom Starke, footballeur allemand.
- 1982 :
  - Paola Cardullo, joueuse italienne de volley-ball.
  - Chad Cordero, joueur de baseball américain.
  - Timo Glock, pilote de Formule 1 allemand.
- 1983 :
  - Stéphanie Cohen-Aloro, joueuse de tennis française.
  - Anna Goodale, rameuse américaine.
- 1984 : Simone Padoin, footballeur italien.
- 1985 :
  - Michaela Kirchgasser, skieuse alpine autrichienne.
  - Sean Wroe, athlète australien spécialiste du 400 mètres.
- 1986 : Cory Schneider, joueur de hockey sur glace américain.
- 1987 :
  - Rebecca Soni, nageuse américaine.
  - Mauro Zárate, footballeur italo-argentin.
  - Alice Belaïdi, actrice française.
- 1988 :
  - Soukaina Boukries, chanteuse marocaine.
  - Lossémy Karaboué, footballeur français.
- 1989 :
  - Lily Collins, actrice britannico-américaine.
  - Charlotte Leys, joueuse de volley-ball belge.
- 1994 :
  - Kris Dunn, basketteur américain.
  - Axel Granberger, acteur franco-suédois.
- 1995 : EnjoyPhoenix (Marie Lopez dite), youtubeuse française.
- 1997 :
  - Ciara Bravo, actrice américaine.
  - Ivica Zubac, basketteur croate.

## Décès

### Xesiècle
- 978 : Édouard le Martyr, roi d'Angleterre (°C. 962).

### XIIesiècle
- 1187 : Bogusław Ier, duc de Poméranie (°C. 1130).

### XIIIesiècle
- 1227 : Honorius III, pape de 1216 à sa mort (° inconnue).

### XIVesiècle
- 1314 sur le même bûcher parisien :
  - Geoffroy de Charnay, dernier grand maître des Templiers brûlé vif à Paris avec son compagnon suivant (° v. 1251) ;
  - Jacques de Molay, dernier commandeur des Templiers brûlé vif à Paris avec son compagnon précédent (° v. 1245) ;
  - d'autres de leurs compagnons d'infortune templiers brûlés sur ordre du roi de France Philippe IV le Bel.
- 1333 : Pierre de Castelnau-Bretenoux, évêque de Rodez (° 1298).

### XVIesiècle
- 1538 : Érard de La Marck, prince évêque de Liège de 1505 à 1538 (° 31 mai 1472).
- 1555 : Sebastian von Heusenstamm, archevêque électeur de Mayence († 16 mars 1508).
- 1584 : Ivan IV de Russie dit Ivan le Terrible, tsar de Russie (° 25 août 1530).

### XVIIesiècle
- 1618 : Catherine de Mayenne, épouse de Charles Ier, duc de Nevers, de Rethel, de Mantoue et de Montferrat (° 1585).
- 1651 : Gerard Seghers, peintre flamand (° 17 mars 1591).

### XVIIIesiècle
- 1720 : Barbara Ogier, dramaturge de la chambre de rhétorique De Olijftak (° 17 février 1648).
- 1737 : Curzio Origo, cardinal italien (° 13 mars 1663).
- 1738 : Henri de Vento, officier de marine et gentilhomme français (° 23 mars 1664).
- 1745 : Robert Walpole, homme d’État britannique premier ministre du Royaume-Uni de 1721 à 1742 (° 26 août 1676).
- 1746 : Anna Leopoldovna, régente de Russie de 1740 à 1741 (° 18 décembre 1718).
- 1768 : Laurence Sterne, écrivain britannique (° 24 novembre 1713).
- 1781 : Turgot (Anne Robert Jacques Turgot dit baron de l'Aulne), homme politique et économiste français (° 10 mai 1727).

### XIXesiècle
- 1813 : Marie-Catherine Brignole, princesse de Monaco et princesse de Condé (° 7 octobre 1737).
- 1823 : Jean-Baptiste Bréval, violoncelliste et compositeur français (° 6 novembre 1753).
- 1839 : Victoire Babois, femme de lettres française (° 8 octobre 1760).
- 1843 : Jacques-Charles Bailleul, avocat, homme politique et auteur français (° 12 décembre 1762).
- 1845 : Pierre François Marie Auguste Dejean, général d'empire, Pair de France et entomologiste français (° 10 août 1780).
- 1848 : François Joseph Verhaegen, jurisconsulte et avocat belge (° 1er août 1800).
- 1849 : Antonin-Marie Moine, sculpteur romantique français (° 1796).
- 1856 : Pierre Nicolas Gerdy, anatomiste, physiologiste, chirurgien médecin et homme politique français (° 1er mai 1797).
- 1862 : Charles Bird King, artiste américain (° 26 septembre 1785).
- 1865 : Friedrich August Stüler, architecte prussien (° 28 janvier 1800).
- 1869 : Pauline Fourès, maîtresse de Napoléon Bonaparte puis de Kléber (° 15 mars 1778).
- 1871 : Auguste De Morgan, mathématicien britannique d'origine indienne (° 27 août 1806).
- 1876 : Gustave Curé, homme politique français (° 7 juin 1799).
- 1877 :
  - Edward Belcher, officier britannique de la Royal Navy et explorateur de l'Arctique (° 27 février 1799).
  - Emory Washburn, homme politique américain (° 14 février 1800).
- 1883 : bienheureuse Marthe Le Bouteiller, religieuse française béatifiée en 1990 par Jean-Paul II (° 2 décembre 1816).
- 1886 : 
  - Alexandre Okinczyc, médecin français (° 28 janvier 1839).
  - Jean Alexandre Vaillant, linguiste et militant politique franco-roumain (° 28 octobre 1804).
- 1898 : Matilda Joslyn Gage, féministe, abolitionniste et auteure américaine (° 24 mars 1826).
- 1900 : George Burritt Sennett, ornithologue américain (° 28 juillet 1840).

### XXesiècle
- 1906 : Marie-Béatrice de Modène, épouse de Jean de Bourbon, comte de Montizón (° 13 février 1824).
- 1907 : Marcellin Berthelot, chimiste, essayiste, historien des sciences, homme politique et académicien français (° 25 octobre 1827).
- 1913 :
  - Louis André, général français et ministre de la Guerre de la IIIe République (° 29 mars 1838).
  - Georges Ier de Grèce, roi des Hellènes depuis 1863, assassiné à Salonique (° 24 décembre 1845).
- 1918 : Louis Gaëtan Dimier de La Brunetière (Châteaudun, 7 janvier 1849 - Cannes, 18 mars 1918), général français ;
- 1925 : Hassûnah An-Nawâwî, religieux et juriste égyptien, Grand Imâm de la Mosquée Al-Azhar du Caire (° 1839).
- 1933 : Louis-Amédée de Savoie, prince, alpiniste et explorateur polaire italien (° 29 janvier 1873).
- 1937 : Mel Bonis, compositrice française (° 21 janvier 1858).
- 1941 : Henri Cornet, coureur cycliste français (° 4 août 1884).
- 1945 : Louis d'Iriart d'Etchepare, homme politique français (° 24 juillet 1859).
- 1947 :
  - William Crapo Durant, industriel américain de l'automobile (° 8 décembre 1861).
  - Paul-Louis Simond, biologiste français, spécialiste des épidémies (° 30 juillet 1858).
- 1950 : Michel Peynot, ecclésiastique français (° 6 septembre 1866).
- 1964 : Sigfrid Edström, athlète et administrateur suédois, président du Comité international olympique de 1942 à 1952 (° 21 novembre 1870).
- 1965 : Farouk, roi d'Égypte de 1936 à 1952 (° 11 février 1920).
- 1968 : Marcel Pinel, footballeur français (° 8 juillet 1908).
- 1969 : Barbara Bates, actrice américaine (° 6 août 1925).
- 1970 : William Beaudine, réalisateur américain (° 15 janvier 1892)
- 1973 :
  - William Benton (en), homme politique américain, sénateur du Connecticut de 1949 à 1953 et éditeur de Encyclopædia Britannica de 1943 à 1973 (° 1er avril 1900).
  - Roland Dorgelès, journaliste et écrivain français, juré de l'Académie Goncourt de 1929 à 1973 puis son président à partir de 1954, doyen d'âge et d'ancienneté (° 15 juin 1885).
  - Lauritz Melchior, ténor américain d’origine danoise (° 20 mars 1890).
- 1975 :
  - Adrienne Bolland, aviatrice française (° 25 novembre 1895).
  - Alain Grandbois, écrivain québécois (° 25 mai 1900).
- 1977 :
  - Marien Ngouabi, président du Congo depuis 1968 (° 31 décembre 1938).
  - José Carlos Pace, pilote automobile brésilien (° 6 octobre 1944).
- 1978 :
  - Leigh Brackett, romancière et scénariste américaine (° 7 décembre 1915).
  - François Duprat, homme politique et écrivain français (° 26 octobre 1940).
- 1980 :
  - Erich Fromm, psychanalyste et humaniste américain d'origine juive allemande (° 23 mars 1900).
  - Tamara de Lempicka, peintre polonaise (° 16 mai 1898).
- 1981 : Carl-Adam Stjernswärd, officier et cavalier suédois de concours complet (° 20 juillet 1905).
- 1983 : Humbert II d'Italie, dernier roi d'Italie en 1946 (° 15 septembre 1904).
- 1985 : Myrtle Cook, athlète canadienne spécialiste du 100 mètres (° 5 janvier 1902).
- 1986 : Bernard Malamud, écrivain américain (° 26 avril 1914).
- 1987 : Bil Baird, marionnettiste américain (° 15 août 1904).
- 1988 : Billy Butterfield, trompettiste de jazz américain (° 14 janvier 1917).
- 1990 : Walter Mack (en), homme d'affaires américain, fondateur de la compagnie Pepsi-Cola (° 19 octobre 1895).
- 1991 : Vilma Bánky, actrice du cinéma muet américaine (° 9 janvier 1898).
- 1992 : Jack Kelsey, footballeur gallois (° 19 novembre 1929).
- 1993 : Henri Debrus, militaire français (° 29 février 1908).
- 1994 :
  - William Bergsma, compositeur et pédagogue américain (° 1er avril 1921).
  - Moncef Chelli, philosophe et écrivain franco-tunisien (° 11 février 1936).
- 1995 : Jacques Labrecque, chanteur et folkloriste québécois (° 8 juin 1917).
- 1996 :
  - Pauline Cadieux, journaliste et romancière canadienne (° 20 février 1907).
  - Odysséas Elýtis, écrivain grec, Prix Nobel de littérature 1979 (° 2 novembre 1911).
  - Enrique Jordá, chef d'orchestre espagnol naturalisé américain (° 24 mars 1911).
- 1998 :
  - Douglas Dedge, pratiquant d'arts martiaux mixtes américain (° 18 juin 1966).
  - Robert Sené, homme politique et résistant français (° 3 août 1907).
  - Hideo Shima, ingénieur japonais (° 20 mai 1901).
  - Isabelle Villars, actrice et auteure de pièces radiophoniques suisse (° 8 juillet 1920).
- 1999 :
  - Nadejda Joffé, historienne et mémorialiste soviétique puis américaine (° 14 mai 1906).
  - Karl Litschi, cycliste sur route suisse (° 27 avril 1912).
- 2000 : Giovanni Tassoni, anthropologue italien (° 1er mars 1905).

### XXIesiècle
- 2001 : John Philips, musicien américain du groupe The Mamas and the Papas (° 30 août 1935).
- 2002 :
  - Marcel Denis, auteur belge francophone de bande dessinée (° 15 février 1923).
  - Rodolfo Falzoni, cycliste sur route italien (° 10 septembre 1925).
  - Maude Farris-Luse, supercentenaire américaine personne la plus vieille du monde de juin 2001 jusqu'à sa mort (° 21 janvier 1887).
  - Raphael Aloysius Lafferty, écrivain américain de science-fiction (° 7 novembre 1914).
  - Gösta Winbergh, chanteur d'opéra ténor suédois (° 30 décembre 1943).
- 2003 :
  - Bruno Bernhard Heim, nonce apostolique suisse en Finlande (en), en Égypte et en Grande-Bretagne (° 5 mars 1911).
  - Karl Kling, pilote automobile allemand (° 16 septembre 1910).
  - Adam Osborne, pionnier américain de l'informatique (° 6 mars 1939).
- 2004 :
  - Pierre Bayle, potier et céramiste français (° 3 juin 1945).
  - Harrison McCain, homme d’affaires canadien, fondateur de l'entreprise McCain Foods (° 3 novembre 1927).
- 2005 :
  - Gary Bertini, chef d'orchestre israélien (° 1er mai 1927).
  - Encarnación Cabré, archéologue espagnole (° 21 mars 1911).
  - Maria Rosseels, écrivaine et journaliste belge (° 23 octobre 1916).
- 2007 :
  - Pascale Dauman, productrice française (° 18 septembre 1938).
  - Ovidiu Maitec, sculpteur roumain (° 13 décembre 1925).
  - Bob Woolmer, joueur et entraîneur britannique de cricket (° 14 mai 1948).
- 2008 :
  - Yves Devraine, scénographe et muséographe français (° 6 août 1939).
  - Anthony Minghella, scénariste britannique (° 6 janvier 1954).
  - Geoffrey Pearson (en), diplomate canadien (° 24 décembre 1927)
- 2009 :
  - Eddie Bo, pianiste et compositeur de jazz américain (° 20 septembre 1929).
  - Ib Braase, sculpteur danois (° 7 août 1923).
  - Jean Dutil, avocat et juge québécois (° 12 septembre 1931).
  - Rita Lejeune, philologue belge (° 22 novembre 1906).
  - Natasha Richardson, actrice britannique (° 11 mai 1963).
- 2010 :
  - Fess Parker, acteur américain, héros des séries télé Davy Crockett et Daniel Boone (° 16 août 1924).
  - Jerome York, homme d'affaires américain (° 22 juin 1938).
- 2011 :
  - Ze'ev Boim, homme politique israélien (° 30 avril 1943).
  - Warren Christopher, diplomate américain (° 27 octobre 1925).
  - Michel Fortin, acteur français (° 9 juillet 1947).
  - Jet Harris, musicien britannique, bassiste du groupe de rock The Shadows (° 6 juillet 1939).
  - Antoinette de Monaco, sœur aînée du prince Rainier III de Monaco (° 28 décembre 1920).
- 2012 :
  - Haim Alexander, compositeur israélien (° 9 août 1915).
  - António Leitão, athlète portugais (° 22 juillet 1960).
  - George Tupou V, roi des Tonga depuis 2006 (° 4 mai 1948).
  - Jalal Zolfonoun, musicien iranien (° 1937).
- 2014 : Lucius Shepard, écrivain américain (° 21 août 1943).
- 2017 : Chuck Berry, guitariste, chanteur et auteur-compositeur américain (° 18 octobre 1926).
- 2019 : Marcel-Pierre Cléach, homme politique français (° 16 janvier 1934).
- 2020 : Patrick Le Lay, homme d'affaires et de télévision britto-français (° 7 juin 1942).
- 2021 : 
  - Luis Bedoya Reyes, avocat et homme politique péruvien (° 20 février 1919).
  - Mehmet Genç, historien turc (° 4 mai 1934).
  - Richard Gilliland, acteur américain (° 23 janvier 1950).
  - Bertrand Hourcade, enseignant et écrivain suisse (° 19 mars 1950).
  - Paul Jackson, bassiste de funk américain (° 28 mars 1947).
  - Jerzy Prokopiuk, philosophe, écrivain, linguiste et traducteur polonais (° 5 juin 1931).
  - Jean-Michel Sanejouand, peintre et sculpteur français (° 18 juillet 1934).
  - Michael Stolleis, juriste et historien du droit allemand (° 20 juillet 1941).
- 2022 : Borys Romantchenko (Borys Tymofiovytch Romantchenko / Борис Тимофійович Романченко en ukrainien), survivant ukrainien de camps nazis de la Seconde guerre mondiale, tué à Kharkiv par un bombardement (° 20 janvier 1926).
- 2024 :
  - Carole-Marie Allard, avocate, auteure, journaliste et femme politique canadienne (° 6 septembre 1949).
  - Claude Bisson, juriste canadien (° 9 mai 1931).
  - Peter Bolliger, rameur d'aviron suisse (° 18 mai 1937).
  - Nicandro Díaz, producteur de télévision mexicain (° 3 décembre 1963).
  - Kanstantsin Kaltsow, hockeyeur sur glace biélorusse (° 17 avril 1981).
- 2025 :
  - Denise Boucher, écrivaine, poétesse, romancière et auteure de chansons canadienne (° 12 décembre 1935).
  - Nadia Cassini, actrice, animatrice et chanteuse américaine (° 2 janvier 1949).
  - Pawlu Cremona, prêtre dominicain maltais, archevêque émérite de Malte (° 25 janvier 1946).
  - Édouard Nyankoye Lamah, homme politique guinéen (° 12 janvier 1952).
  - Fiodor Malykhine, hockeyeur sur glace russe (° 13 novembre 1990).
  - Wlamir Marques, basketteur puis entraîneur brésilien (° 16 juillet 1937).
  - Jean Michel, homme politique français (° 28 janvier 1949).

## Célébrations
- La journée mondiale du recyclage. Né aux États-Unis en 1994, cet événement est devenu international en 2018 grâce au Bureau of International Recycling (BIR), une association mondiale de l’industrie du recyclage.
- Ajaccio voire Corse entière (France) : (la) Madunnuccia.
- Aruba (île des Antilles, dépendance des Pays-Bas) : fête nationale.
- États-Unis : national biodiesel day / journée nationale du biogazole[6], le jour de l'anniversaire de naissance de Rudolf Diesel ci-avant.
- Mongolie : journée de l'homme et des soldats[7].
- Turquie : célébration de la victoire de Çanakkale[8].
- Mythologie lettone : bindus diena (jour des créatures, fête mineure).
- Bahaïsme : dix-septième jour du mois de l'élévation / ‘alá’ consacré au jeûne, dans le calendrier badīʿ.

### Saints des Églises chrétiennes

#### Saints catholiques et orthodoxes du jour
Saints catholiques et orthodoxes du jour :
- Alexandre († 251), évêque de Jérusalem fêté le 12 décembre en Orient.
- Braule de Saragosse († 646), 16e évêque de Saragosse.
- Cyrille de Jérusalem († 386), archevêque de Jérusalem, père et docteur de l'Église.
- Édouard († 978), roi d'Angleterre et martyr.
- Léobard († 583), reclus au monastère de Marmoutier.
- Fridianus de Lucques († 588), évêque et patron de Lucques en Toscane.
- Mérolle († 785), 19e évêque du Mans.
- Narcisse de Gérone († 683), évêque de Gérone et martyr.
- Tétrice d'Auxerre († 709), 23e évêque.
- Trophime et Eucarpe († 301), martyrs à Nicomédie.

#### Saints et bienheureux catholiques du jour
Saints et bienheureux catholiques du jour :
- Anselme de Lucques († 1086), évêque de Lucques, neveu du pape Alexandre II, patron de Mantoue.
- Célestine Donati († 1925), bienheureuse religieuse italienne fondatrice des sœurs de saint Joseph de Calasanz.
- John Thules († 1616), bienheureux prêtre anglais martyr.
- Marthe Le Bouteiller († 1883), bienheureuse religieuse française religieuse de Sainte Marie-Madeleine Postel
- Roger Wrenno († 1616), bienheureux laïc anglais mort martyr.
- Salvador d'Horta († 1567), franciscain espagnol.

#### Saints orthodoxes du jour (aux dates parfois"juliennes"/ orientales)
Saints orthodoxes du jour :
- Nicolas d'Ochrid (°1881-† 1956), évêque de Zica et d'Ohrid.

### Prénoms du jour
Bonne fête aux Cyrille,
- ses variantes masculines : Cyr voire Cyrano, Ciryl, Cyril, Cyrile, Cyrill, Cyrillus, Kiryll, Kyrill ;
- et féminines : Cyriel, Cyriele, Cyrielle, Cyrilla, Cyrillia.

Et aussi aux :
- Léobard,
- Marthe, Martha, Marta,
- Narciso, Narcisse,
- Salvador, Salvadora, Salvator, Salvatora, Sauveur, Toto, etc.

## Traditions et superstitions

### Dictons
- « À la saint-Cyrille, une fleur blanche pour mille. »[11]
- « À saint-Alexandre, adieu les cendres. » [12] (pas la saint-Alexandre du 22 avril sinon en référence au saint ci-dessus)
- « À saint-Narcisse les mouches, aux pêcheurs les touches. » (référence au saint aux mouches)[13]
- « Neige de saint-Narcisse pour le blé est bénéfice. »[14]
- « Quand à la saint-Narcisse il y a trop de moucherons, pour le laboureur ce n'est pas bon. »[13]
- « Saint-Narcisse de six à six. » (si l'on considère le temps solaire vrai, le Soleil se lève vers 6 h du matin et se couche vers 6 h du soir[13] ; en effet, l'ensoleillement au cours cette journée, à l'approche de l'équinoxe de mars, dure approximativement 12 h)

### Astrologie
- Signe du zodiaque : 28e jour du signe astrologique des Poissons (29e en cas d'année bissextile).